# Wang Dan (Xin)

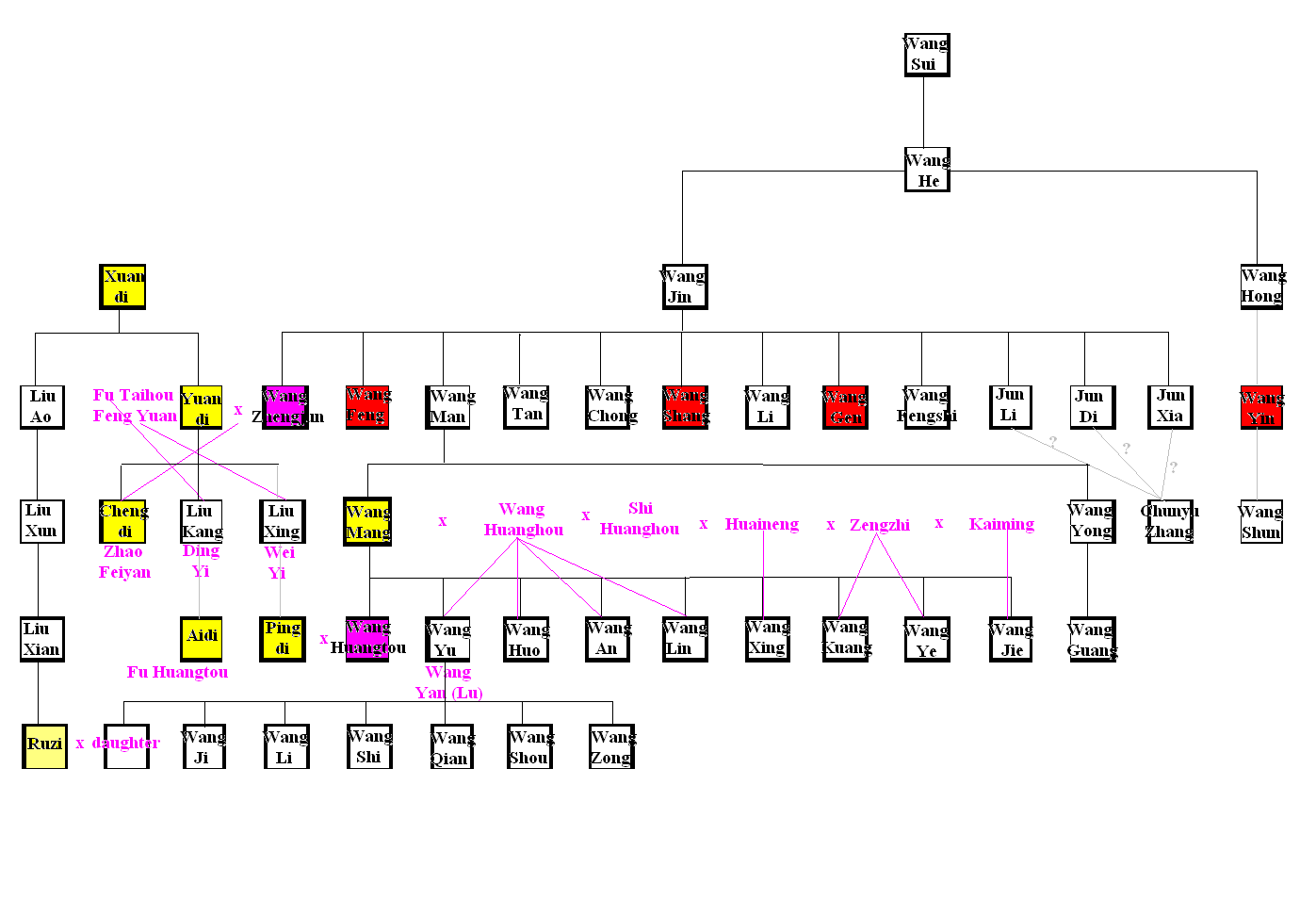
Stamboom van de familie Wang

Wang Dan († rond 25 na Chr.) was een hoge Chinese functionaris uit de eerste eeuw na Chr. Hij was een neef van de latere Chinese keizer Wang Mang en een zoon van Wang Li, die op zijn beurt een halfbroer was van keizerin-weduwe Wang Zhengjun. Wang Dan behoorde zo tot de familie die aan het einde van de Westelijke Han-dynastie (en onder de Xin-dynastie) de feitelijke politieke macht bezat.

## Biografie
Ook nadat zijn vader in 8 v.Chr. door Wang Mang uit de hoofdstad Chang'an was verbannen, bleef er een hechte band bestaan tussen hem en de Liu-clan (de clan van de Han-keizers). Zijn zoon Wang Dan werd benoemd tot gouverneur (太守, Taishou) van Zhongshan.
Tijdens de strijd die leidde tot de val van Wang Mang koos Wang Dan partij voor de nieuwe keizer Guangwu (r.25-57). Hij werd benoemd tot generaal en sneuvelde tijdens een (een niet nader overgeleverde) veldslag. Zijn zoon, Wang Yong (王泓) werd in 25 als dank voor de steun die zijn vader aan Guangwudi had verleend, benoemd tot Markies van Wuhuan (Wuhuan hou, 武桓侯).
Zijn (korte) biografie staat vermeld in juan 93 (biografieën van vleiers) van het Boek van de Han.